# Cookham

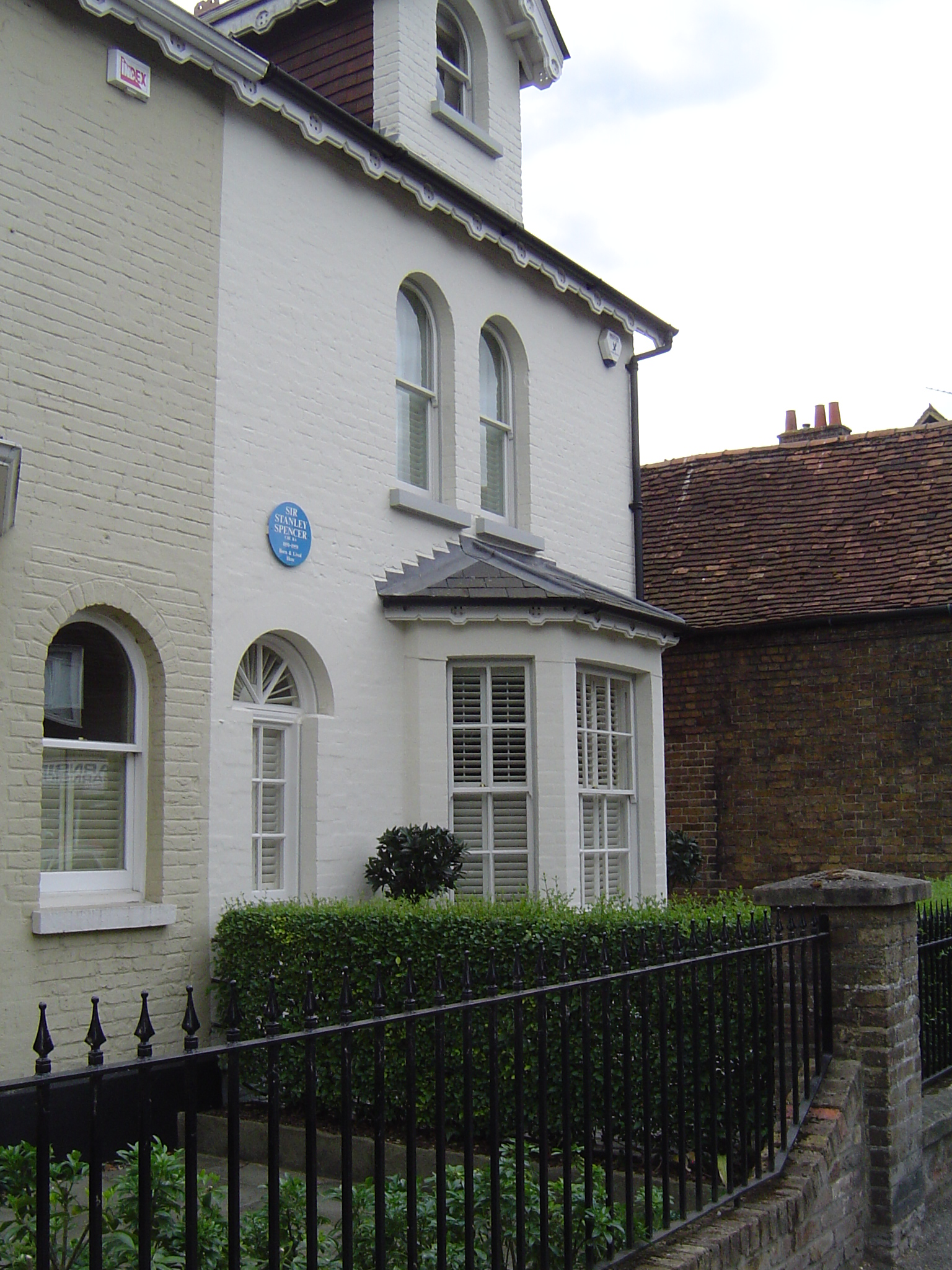
Stanley Spencers hus

Cookham är en småort och civil parish vid floden Themsen i Berkshire i Storbritannien, som blivit känt som uppväxtort och hemort för konstnären Stanley Spencer.
Redan på 700-talet fanns ett anglosachsiskt kloster i nuvarande Cookham. Under sent 900-tal fanns där en kungaborg. Byn finns registrerad i Domesday Book som Cocheham, vilket kan komma från gammalengelskans "coc" + "ham", med betydelsen tuppbyn. Den tidigaste delen av bykyrkan är från sent 1100-tal. Under medeltiden innehades större delen av byn av klostret Cirencester Abbey. 
Konstnären Stanley Spencer växte upp i byn och flera av hans verk avbildar människor och byliv i Cookham. Ett konstnärsmuseum över honom finns i ortens tidigare metodistbönehus, Stanley Spencer Gallery.  